# Bahnhof Remscheid-Güldenwerth
Der Bahnhof Remscheid-Güldenwerth liegt im Südwesten des bergischen Remscheid an der Bahnstrecke Solingen–Remscheid in der Nähe der Müngstener Brücke.

## Geschichte
Zunächst war vonseiten der Preußischen Staatseisenbahnen kein Halt am jetzigen Standort vorgesehen, vielmehr wurden die übrigen Bahnhöfe Remscheids als zur Erschließung ausreichend angesehen. Durch die Initiative der Bürger im umliegenden Gebiet konnten die Staatseisenbahnen jedoch überzeugt werden, einen Bahnhaltepunkt einzurichten. Dieser wurde zunächst provisorisch am 8. August 1898 eröffnet, zuvor bestand nur eine Ausweichstelle. Viele Bürger sprachen sich für die Bezeichnung Remscheid-Reinshagen aus, dennoch wählte die Preußische Eisenbahndirektion den Namen Remscheid-Güldenwerth. 
Das Empfangsgebäude mit Zugang zu den Gleisen in Hochlage wurde erst 1901 fertiggestellt und am 1. Oktober 1901 eröffnet. Es war ein Fachwerkbau aus Werkstein mit einem runden Eckturm. Im März 1972 wurde es – mittlerweile in verwahrlostem Zustand – abgerissen, das Stellwerk 1973. 
Die historische Bahnsteigüberdachung existiert dagegen nach wie vor. Sie besteht aus gusseisernen Stützen, auf denen ein hölzernes Satteldach aufliegt. Am 21. August 2001 wurde sie in die Denkmalliste der Stadt Remscheid eingetragen. Nach einer Anhebung des Bahnsteigniveaus im Jahr 2006 ist die Basis der Stützen nicht mehr sichtbar. 
Außer den Bahnsteiggleisen gibt es noch ein Ausweichgleis. Im Westen des Bahnhofes gab es mehrere Ladegleise und eine Kopframpe. Diese Gleise wurden 2001 entfernt.
Mehrere Betriebe verfügten über Abschlussgleise im Bereich des Bahnhofs. Zwei Gleisanschlüsse sind heute (2015) noch vorhanden.
Der Bahnhof war immer nur ein Nahverkehrshalt.

## Verkehr
Im Personenverkehr wird der Bahnhof Remscheid-Güldenwerth montags bis freitags überwiegend im 20-Minuten-Takt und an Wochenenden sowie zu Schwachverkehrszeiten halbstündlich von der S-Bahn-Linie S 7 der S-Bahn Rhein-Ruhr bedient. Ab dem 20. April 2024 sollte der Bahnhof auch vom Düssel-Wupper-Express (RE 47) bedient werden. Diese Linie entfällt jedoch bis Ende 2024, da nicht genügend betriebsfähige Züge zur Verfügung stehen.
| Linie | Verlauf | Takt                                               |
| ----- | --- | -------------------------------------------------- |
| S 7   | Der Müngstener: Wuppertal Hbf – W-Unterbarmen – W-Barmen – W-Oberbarmen – W-Ronsdorf – RS-Lüttringhausen – RS-Lennep – Remscheid Hbf – RS-Güldenwerth – SG-Schaberg – Solingen Mitte – SG-Grünewald – Solingen Hbf Stand: Fahrplanwechsel Dezember 2023 | 20 min (wochentags) 30 min (Wochenenden/Feiertage) |
| RE 47 | Düssel-Wupper-Express: Düsseldorf Hbf – Düsseldorf-Eller Mitte – Hilden – Solingen Hbf – Solingen-Grünewald – Solingen Mitte – Remscheid-Güldenwerth – Remscheid Hbf – Remscheid-Lennep Stand: April 2024                                               | 60 min                                             |

### Stadtbusse
Die Taktzeiten beziehen sich auf die Hauptverkehrszeiten von Montag bis Freitag.
| Linie | Linienverlauf | Takt   | Bussteig |
| ----- | --- | ------ | -------- |
| 654   | (SG-Burger Bahnhof –) Reinshagen – Güldenwerth Bf – Rathaus/Gründerquartier – Friedrich-Ebert-Platz – Remscheid Hbf – Neuenkamp/Stadtwerke – Bökerhöhe – Lennep Bf –Lennep Mitte – Lüttringhausen Mitte – Klausen – Lüttringhausen Bf (Schleife) | 20 min | A/B      |
| 658   | (SG-Müngsten Brückenpark – Morsbach – Güldenwerth Bf – Stockden –) Stadtpark/Quimperplatz – Rathaus/Gründerquartier – Friedrich-Ebert-Platz – Remscheid Hbf – Rosenhügel – Zentralpunkt – Falkenberg                                             | 60 min | C/D      |
| NE13  | Remscheid Hbf – Friedrich-Ebert-Platz – Rathaus/Gründerquartier – Güldenwerth Bf – Reinshagen – Solingen-Burger Bahnhof – Ehringhausen – Mannesmann – Zentralpunkt – Hohenhagen – Fichtenhöhe – Remscheid Hbf – Friedrich-Ebert-Platz            | 60 min | B        |
| NE18  | Remscheid Hbf – Friedrich-Ebert-Platz – Rathaus – Stadtpark – Stockden – Güldenwerth Bf – Reinshagen (– SG-Müngsten Brückenpark – Morsbach) – Vieringhausen – Stadtpark/Quimperplatz – Friedrich-Ebert-Platz – Remscheid Hbf                     | 60 min | B/D      |